# Mopsorden (rasklubb)
Mopsorden är en svensk rasklubb för uppfödare, ägare och andra intresserade av hundrasen mops.
Klubben grundades 1986 och är ansluten till specialklubben Svenska Dvärghundsklubben (SDHK) som i sin tur ligger under Svenska Kennelklubben.
Mopsordens mål är att:
- Verka för bevarande av rastypiska och sunda Mopsar
- Verka för god sammanhållning mellan styrelse, kontaktombud, valpförmedlare och medlemmar.
- Verka för gott samarbete med Mopsklubbar i Norden och övriga länder.

Medlemmar i Mopsorden får tidningen Mops Allehanda 4ggr per år och får dessutom delta i alla aktiviteter som anordnas av Mopsorden och SDHK.